# Fischerhemd

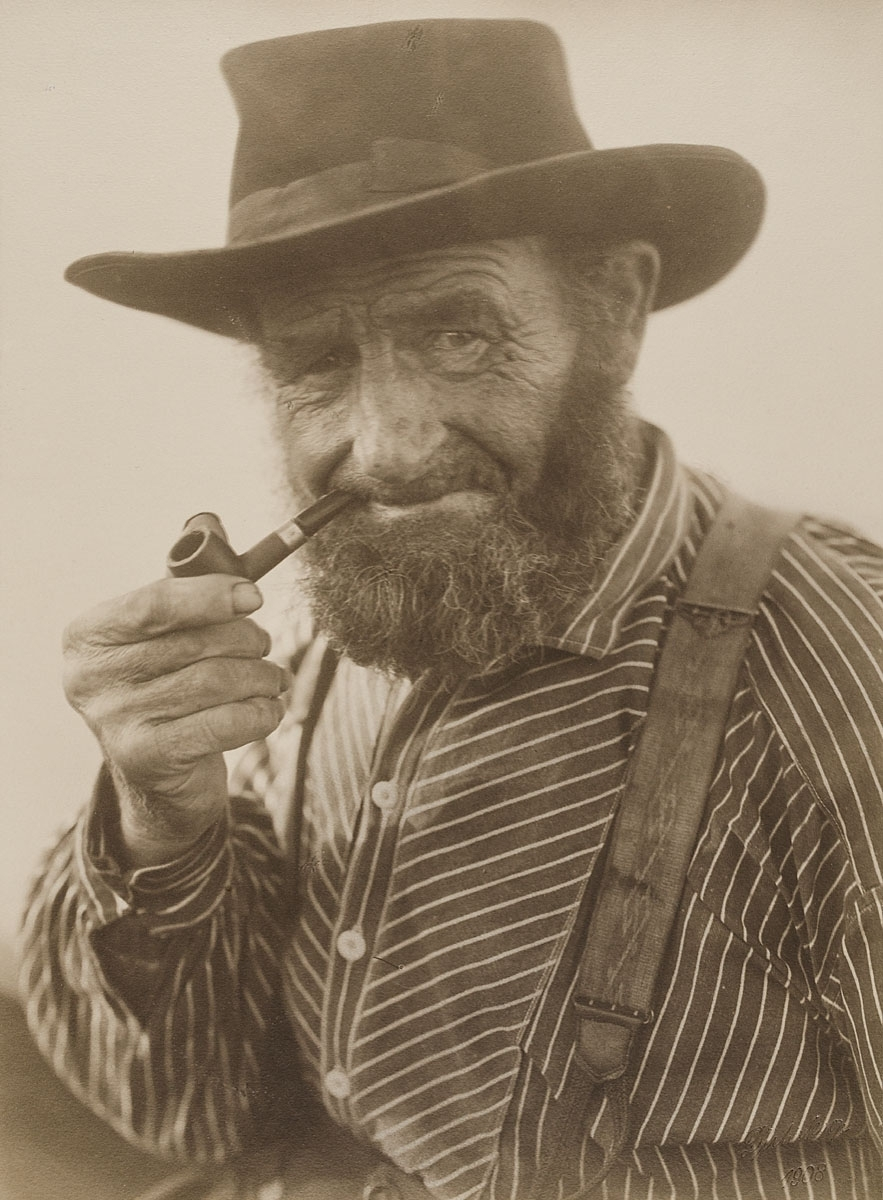
Mann mit Finkenwerder Buscherump um 1908 (Fotografie: Rudolf Dührkoop)

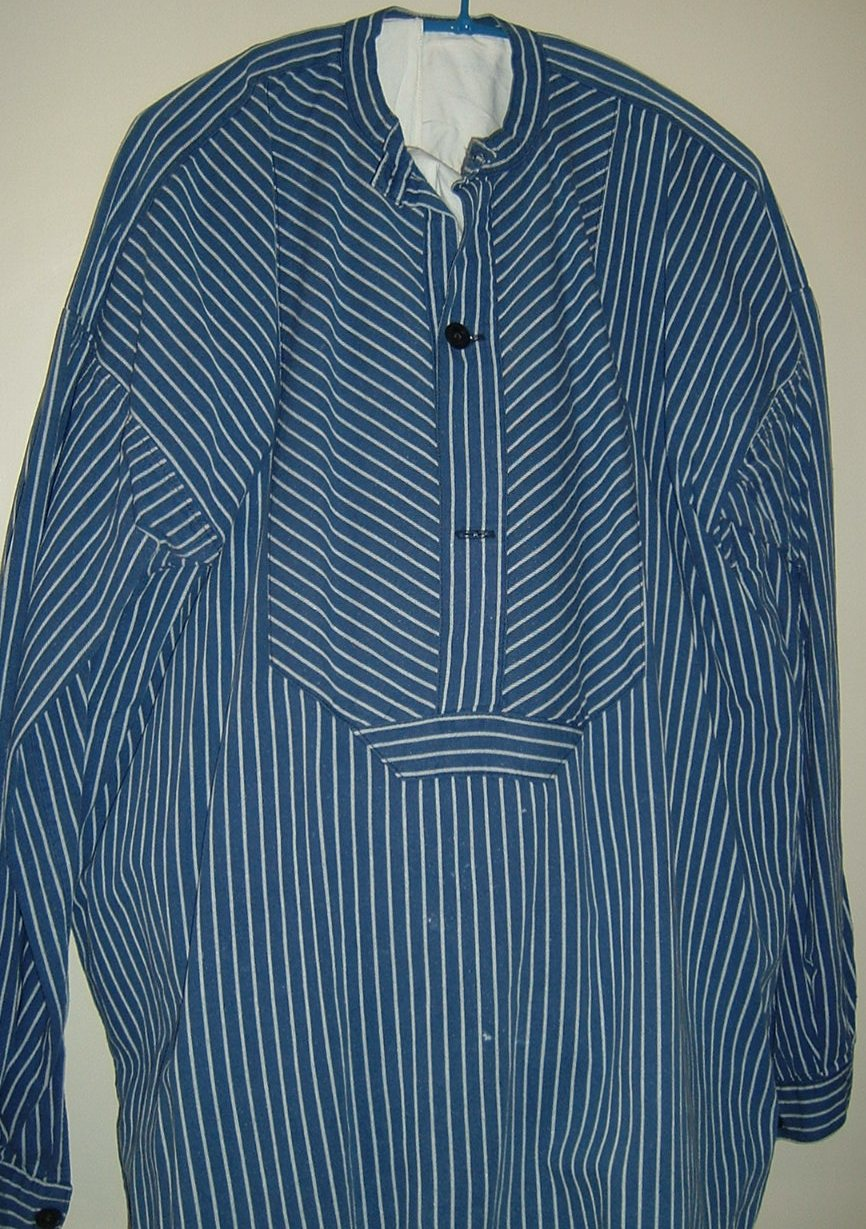
Fischerhemd

Fischerhemd ist allgemein die Bezeichnung für ein aus grobem Leinen- oder Baumwollstoff  gefertigtes Hemd.
Das Fischerhemd ist eine Variante des ehemals in Deutschland und Teilen Westeuropas bekannten blauen hüftlangen Kittels (hemdartige Oberbekleidung), der als Bauern-, Hirten-, Fuhrmanns-, Winzer-, Küfer-, Metzger- und Handwerkerkittel (Schlosser- und Schreinerkittel) in Gebrauch war. Er war auch Bestandteil der bäuerlichen Tracht und dort mit Stickereien an Ärmel und Kragen versehen (siehe: Hinterländer Trachten).

## Verwendung
Das traditionelle Fischerhemd gehört zu einer Tracht, die an den Küsten von Nord- und Ostsee getragen wurde. Heute ist es noch in Norddeutschland, den Niederlanden und Süddänemark verbreitet. Größere Verbreitung hat das Hemd als traditionelle Arbeitskleidung, in der Hafenszene als Blendefunktion (Erkennungsfunktion), aber auch als Alltagshemd. Es wird in der fischverarbeitenden Industrie, aber auch im Fischhandel getragen. Viele Shanty-Chöre treten in diesen Hemden auf, z. B. auch die Finkwarder Speeldeel aus Hamburg-Finkenwerder.

## Schnitt
Das Fischerhemd besteht aus einem schweren blauen Baumwollstoff mit vertikalen weißen Streifen. Im Brustbereich verlaufen die Streifen diagonal. Die traditionellen Fischerhemden besitzen einen großzügigen Schnitt und haben keine durchgehende Knopfleiste, sondern werden über den Kopf gezogen. Auch besitzen sie ähnlich der Staude der Zimmerleute einen Stehkragen.

## Finkenwerder Fischerhemden
Die wohl in Deutschland bekannteste Ausfertigung ist der Buscherump, das Fischerhemd der Finkenwerder Fischer. Die Fischer an der Elbe tragen dieses Hemd nach wie vor als traditionelle Arbeitskleidung. Die Besonderheit ist der Latz an der Vorderseite und die spezifische Überlappung der gestreiften Stoffteile in diesem Part. Eine traditionelle Variation ist das rot-weiß gestreifte Altenwerder Fischerhemd, benannt nach dem gleichnamigen, inzwischen der Hafenerweiterung geopferten Stadtteil Hamburgs.

## Bretonisches Fischerhemd
Das bretonische Fischerhemd  hat keine Knopfleiste und ist horizontal gestreift. Es wird bis heute von der französischen Marine getragen.